# 寺門ジモンの食バカ一代
寺門ジモンの食バカ一代（てらかどジモンのしょくバカいちだい）はMONDO21で2008年に放映されていたTV番組である。MCはダチョウ倶楽部の寺門ジモン。全6回。

## 番組概要
「寺門ジモンのこれを食わずに死ねるか!! 」「寺門ジモン えっ、これを食わずに生きてたの？」などの食の著作を持つ自称「食バカ」「芸能界きっての食いしん坊」こと寺門ジモンが自らセレクトした(常連でもある)名店を紹介する番組。しかし、普通のグルメ番組とは異なり、店舗への道のりや厨房の様子、さらには料理人の周辺のことなど出される料理以外のことまで話題を広げて紹介しているのが特徴である。また、紹介する店も誰でも手軽に入れる様なものから一見さんお断り・・・の雰囲気を持つところや果ては1日一組しかお客を取らない超高級店まで幅広い。

## 番組の構成
番組冒頭は駅前や店舗の近くを散歩するのが通例。時たま他の店を紹介したり（中には入らない）下積み時代の話がこぼれることもある。店の中に入ると店主（または料理人）と馴れ初めや店の特徴などをいつもの寺門の口調でトークを行う。一段落すると料理が開始され、その様子を寺門がそばで見て色々コメントする。厨房が広い店の場合は中に入っていろいろ話しこむことも。そして料理が出ると食しながらトーク。ひととおり食べ終わったところで、店の食材・機材を使って寺門が提案したオリジナル料理を作って料理人と寺門の二人で食べ、その料理が「アリ」（メニューに加えてもいい位のクオリティ）か「ナシ」かを判定する「この店のちょいアレンジ」コーナーに移る。

## 放送内容
| 回 | 店名                       | ジャンル                   | ちょいアレンジ（判定）                                   |
| -- | -------------------------- | -------------------------- | -------------------------------------------------------- |
| 1  | ミート矢澤                 | ハンバーグステーキ         | 自家製ハンバーグを使ったハンバーガー（アリ）             |
| 2  | もんじゃ大木屋             | もんじゃ焼(及び裏メニュー) | みかんとアイスクリームの鉄板焼き（アリ）                 |
| 3  | おにぎり専門店 ぼんご      | おにぎり                   | 生バジル・生ハムのおにぎり（アリ）                       |
| 4  | 鉄板焼き あ可ね            | 松阪牛の鉄板焼き           | 松阪牛のブロックから切り出した肉によるすき焼き風（ナシ） |
| 5  | 7025フランクリンアベニュー | ハンバーガー               | ジャムとポテトをはさんだハンバーガー（アリ）             |
| 6  | てんぷら 佐が和            | 天ぷら                     | 松阪牛のてんぷら（ナシ）                                 |

### 「この店のちょいアレンジ」について
寺門がチョイスした料理6回のうち4回が「アリ」判定という、グルメの能力を証明するものとなった。ちなみに「ナシ」判定になった理由は、「鉄板焼き あ可ね」は「鉄板が傷むので」、「てんぷら 佐が和」は「油を味わう和牛をてんぷらで揚げるとてんぷら油を食べているような感じになってしまう」という理由である。いずれも寺門オリジナル料理ではあるがどれも場違いな(まずい)ものがないという、グルメ能力の高さを証明する結果であった。

### その他
- 第2回の店は、放送では「都合により場所等はお教えできません」と流れていたが、番組ホームページには住所と電話番号がしっかり書いてある。
- ナレーターは初めこそ普通のナレーションを行っていたが、寺門のクドさに毒されたせいか第２回以降はかなりけだるい感じの口調に変わっていた。番組宣伝のナレーションに至ってはクレヨンしんちゃんのCM風（「見ればぁ～」と媚びない感じのところ）になっていた。
- 番組ホームページのトップに写っている寺門の写真は、実は全6回の放送で行った店以外で撮影されたものである。

## キャスト
- リポーター兼MC：寺門ジモン
- ナレーター：東條加那子

## スタッフ
- カメラマン：岩崎圭介
- 音声：平川裕
- CA：岩村太郎
- スタイリスト：小松原久美子
- 音効：上野大
- MA：鈴木健次
- ディレクター：久保賢治
- プロデューサー：鳩山岳志（JIC）、高野隆
- 協力：太田プロダクション、大川雅子（#6のみ画像にも登場)
- 制作協力：ワイドスタッフ
- 制作著作：MONDO21/JIC

## 関連番組
寺門ジモンがMCのほぼ同趣旨の番組が以下のとおり放送されている。
- 取材拒否の店 - 2009年 - 2010年にフジテレビ系列で放送。
- 寺門ジモンの常連めし〜奇跡の裏メニュー〜 - 2012年にフジテレビONEで放送。
- 開店!鉄板ジモン　天下無敵グルメ大盤振る舞い!!(2013年1月12日、テレビ東京 )